# Osmia alticola
Osmia alticola là một loài Hymenoptera trong họ Megachilidae. Loài này được Benoist mô tả khoa học năm 1922.